# Jack Avina
Jack Francis Avina (Madera, Kalifornia, 1929. január 30. – Lafayette, Kalifornia, 2018. október 4.) mexikói-amerikai kosárlabdázó és kosárlabdaedző, 1970 és 1987 között a Portland Pilots vezetőedzője.
A haditengerészettől való leszerelését követően a San José-i Állami Egyetemen kosárlabdázott, majd a gridley-i és San José-i középiskolák edzője lett. 1962 és 1970 között a San Mateó-i Junior Főiskola, majd 1970 és 1987 között a Portland Pilots munkatársa volt. 1987-ben visszavonult, majd Brazíliában és Törökországban dolgozott.

## Fordítás
- Ez a szócikk részben vagy egészben  a   Jack Avina című angol Wikipédia-szócikk ezen változatának fordításán alapul.  Az eredeti cikk szerkesztőit annak laptörténete sorolja fel. Ez a jelzés csupán a megfogalmazás eredetét és a szerzői jogokat jelzi, nem szolgál a cikkben szereplő információk forrásmegjelöléseként.